# Espitridates (militar)
Espitridates (en llatí Spithridates, en grec antic Σπιθριδάτης) era un militar de l'Imperi Aquemènida.
Va ser un dels comandants que va enviar Farnabazos II per oposar-se al pas per Bitínia dels mercenaris grecs anomenats "els deu mil" l'any 400 aC. El 396 aC es va barallar amb Farnabazos, que volia a la seva filla com a concubina, cosa a la qual Espitridates es negava. L'espartà Lisandre el va induir a la revolta i es va unir als grecs amb la seva família, els seus tresors i dos-cents cavallers. Agesilau II va veure amb molt bons ulls aquesta deserció, ja que va obtenir d'Espitridates molta informació sobre Farnabazos.